# Pyrrhosoma elisabethae
Pyrrhosoma elisabethae é uma espécie de libelinha da família Coenagrionidae.
Pode ser encontrada nos seguintes países: Albania e Grécia.
Os seus habitats naturais são: rios.
Está ameaçada por perda de habitat.